# NGC 177
NGC 177 es una galaxia espiral localizada en la constelación de Cetus.